# الاتحاد الدولي لكرة القدم الأمريكية
الاتحاد الدولي لكرة القدم الأمريكية (IFAF) هو الهيئة الدولية الرئاسية من كرة قدم الأمريكية للجمعيات. يشرف الاتحاد الدولي لكرة القدم على بطولة IFAF العالمية لكرة القدم الأمريكية، والتي تقام كل أربع سنوات. أصبح الاتحاد الدولي لكرة القدم الأمريكية عضوًا احتياطيًا في الرابطة العالمية للاتحادات الرياضية الدولية في 2003، وأصبح عضوًا كاملاً في الرابطة العالمية للاتحادات الرياضية الدولية في 2005. يقع المكتب الرئيسي للمنظمة في إيل-دو-فرانس في فرنسا.

## الهيكل والتنظيم
يعترف IFAF في مناطقه بالفروع التالية:
- IFAF أفريقيا
- IFAF الأمريكتين
- IFAF آسيا
- IFAF أوروبا
- IFAF أوقيانوسيا

## أفضل المسابقات
- بطولة العالم للكبار (رجال) كل أربع سنوات.
- بطولة العالم الكبار (سيدات)، كل أربع سنوات.
- بطولة العالم تحت 19 سنة (رجال) كل أربع سنوات.
- بطولة العالم لكبار كرة القدم الشاطئية (سيدات ورجال ومختلطة) كل سنتين.
- بطولة العالم الجامعية الأمريكية لكرة القدم (رجال) كل سنتين.
- البولة العالمية (رجال)، كل عام.
- الألعاب العالمية، العلم والتدخل، سنوات مختلفة، الحدث القادم في عام 2022.
- بطولة أمريكا الوسطى (رجال). الفائز يتأهل لبطولة العالم للكبار. كل أربعة سنوات.
- بطولة أوروبا كل أربع سنوات.
- بطولة أوروبا تحت 19 سنة كل سنتين.
- بطولة كرة القدم النسائية الأوروبية كل أربع سنوات.
- بطولة العلم الأوروبي لكرة القدم للرجال كل سنتين.
- بطولة علم المرأة الأوروبية لكرة القدم كل سنتين.
- بطولة العلم الأوروبي لكرة القدم لأقل من 15 عامًا و 17 عامًا (رجال ونساء)، كل عامين.
- تحت 18 سنة وتحت 19 سنة في أمريكا الشمالية، سنوات مختلفة.
- بطولة علم كرة القدم لأقل من 15 عامًا و 17 عامًا في أمريكا الشمالية. (رجال ونساء) النسخة الأولى التي عقدت عام 2023
- أوشينيا باول، يمثل الفائز أوقيانوسيا في بطولة العالم، كل أربع سنوات.
- بطولة العلم الآسيوي لكرة القدم (رجال) كل سنتين.
- بطولة جونيور أوقيانوسيا، يمثل الفائز أوقيانوسيا في بطولة العالم للشباب تحت 19 عامًا، كل عامين.
- بطولة العالم لكرة القدم تحت 15 سنة وتحت 17 سنة. (رجال ونساء) النسخة الأولى التي عقدت عام 2024.
- كأس العالم للشباب (رجال) النسخة النهائية التي تقام عام 2022.
- بطولة كرة القدم الشاطئية الآسيوية. (رجال) كل سنتين.
- الألعاب الأولمبية (رجال)، سنوات مختلفة.

## جدل وانقسام الحكم
بعد إلغاء بطولة العالم للاتحاد الدولي لكرة القدم 2015 في السويد لأسباب مالية، تم نقل الحدث إلى الولايات المتحدة.
في فبراير 2015، استقال تومي ويكينغ من منصب رئيس الاتحاد الدولي لكرة القدم بسبب إلغاء الحدث. خلال اجتماع عام 2015، تم وضع تومي ويكينغ بشكل غير شرعي  كرئيس، وتسبب في انشقاق. انتخبت مجموعة واحدة، في نيويورك، روب نورينن رئيسًا مؤقتًا في سبتمبر 2014، وريتشارد ماكلين في عام 2015. المجموعة الأخرى، ومقرها في باريس، اعترفت بتومي ويكينغ كرئيس.
في سبتمبر 2016، أوقف «الاتحاد الدولي لكرة القدم في باريس» ست دول لعدم تقديم معلومات عن اللاعبين لمكافحة المنشطات، وكانت الدول التي تم تعليقها هي الولايات المتحدة واليابان وكندا والمكسيك وفنلندا والدنمارك. أرادت مجموعة من الاتحادات الأوروبية إعادة توحيد الرياضة خلال اجتماع ديسمبر 2016 في روما.
في مايو 2017، جرد "IFAF in Paris" فريق USA Football من عضويته بسبب عدم اتباعه لمكافحة المنشطات ونشر معلومات اللاعبين. تم استبدالهم من قبل اتحاد الولايات المتحدة لكرة القدم الأمريكية. أدارت مجموعة باريس الحدث في الألعاب العالمية 2017، بينما أدارت مجموعة "IFAF New York" بطولة العالم للسيدات في عام 2017. في سبتمبر 2017، قررت محكمة التحكيم الرياضية (CAS) أن Wiking قد استقال رسميًا من منصب الرئيس.
في 1 مارس 2018، تم إعلان ماكلين الرئيس الشرعي للاتحاد الدولي لكرة القدم (IFAF) من خلال حكم نهائي من CAS، وفقًا لرسالة صادرة عن MacLean و IFAF.
صرح IFAF في رسالة أن CAS أصدرت قرار التحكيم الكامل الخاص بها وقضت بأن انتخاب نورونين كرئيس مؤقت في مؤتمر IFAF لعام 2015 في كانتون، أوهايو، كان ساريًا وأن ماكلين انتخب على النحو الواجب رئيسًا لـ IFAF في 17 سبتمبر 2016 وهو IFAF الريئس الحالي. سمح قرار محكمة التحكيم الرياضية للاتحاد الدولي لكرة القدم (IFAF) بالمضي قدمًا كهيئة حاكمة موحدة. وكانت الاحكام السابقة لـ «الاتحاد الدولي لكرة القدم في باريس» باطلة.

## روابط خارجية
- الموقع الرسمي